# Chinatown
Chinatown (chinesisch 中國城 / 中国城 – „Chinastadt, Chinesenstadt“) bezeichnet Stadtviertel außerhalb von China, in denen überwiegend Menschen chinesischer Abstammung (Auslandschinesen) wohnen und arbeiten. Chinesen wählen meistens den Begriff „Tangren Jie“ (唐人街 – „Straße der Menschen der Tangzeit, sinngemäß für Chinesenstraße“), regional auch „Huaren Jie“ (華人街 – „Chinesenstraße“) oder „Zhonghua Jie“ (中華街 – „Chinastraße, Chinesische Straße“).
In der Vergangenheit besaß der Begriff einen negativen Klang, weil in Chinatowns oft hygienische und strukturelle Missstände herrschten. Chinatowns sind seit längerem einem Wandlungsprozess unterworfen. Die Assimilation der asiatischen Bevölkerung in vielen Ländern führt zur Gentrifizierung der ehemals einheitlichen Stadtviertel. Einige Chinatowns dieser Länder sind heute beliebte Touristenziele, insbesondere jene mit langer Historie.

## Historische Entwicklung

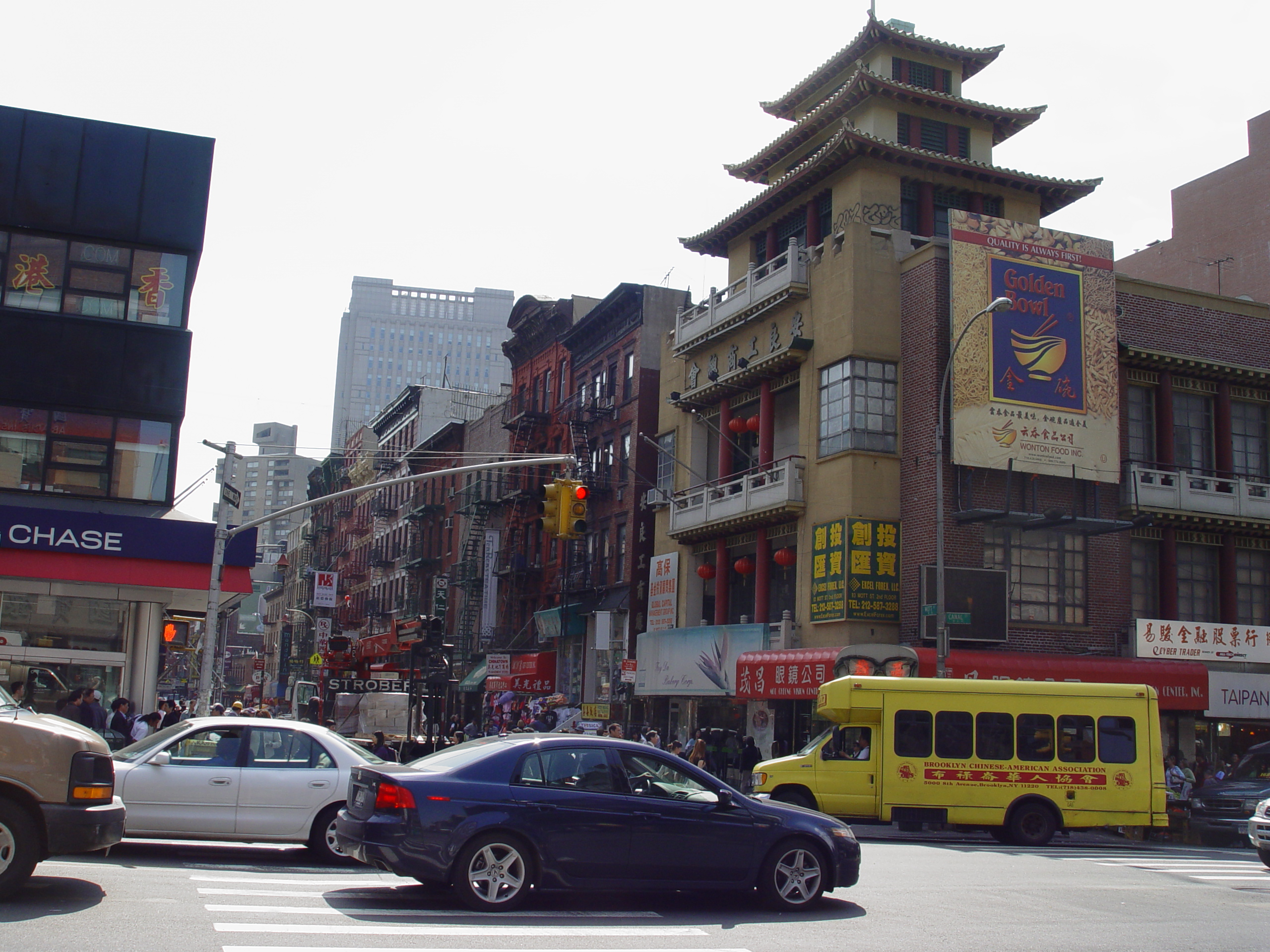
Chinatown in New York City

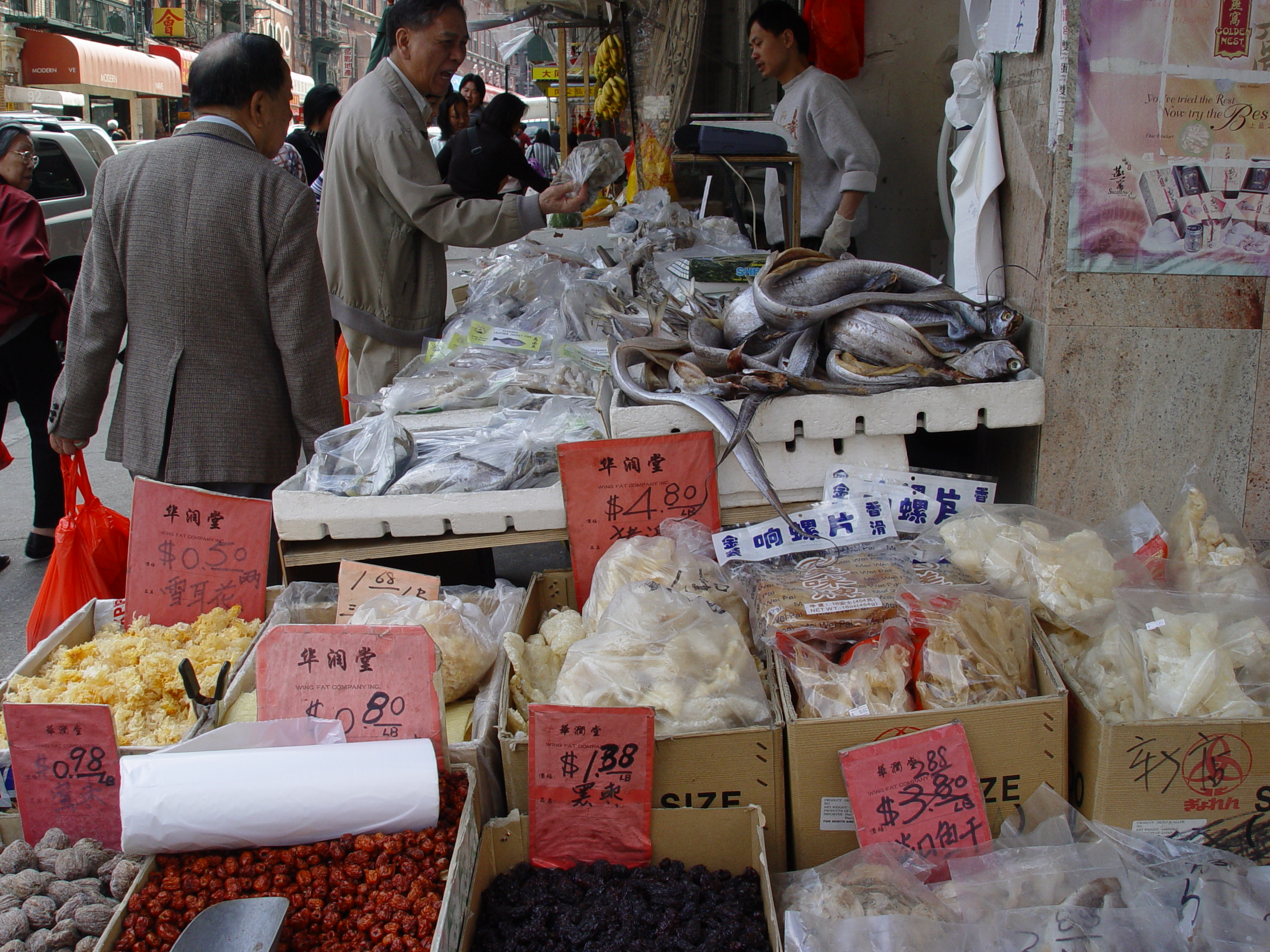
Geschäft in Chinatown New York City

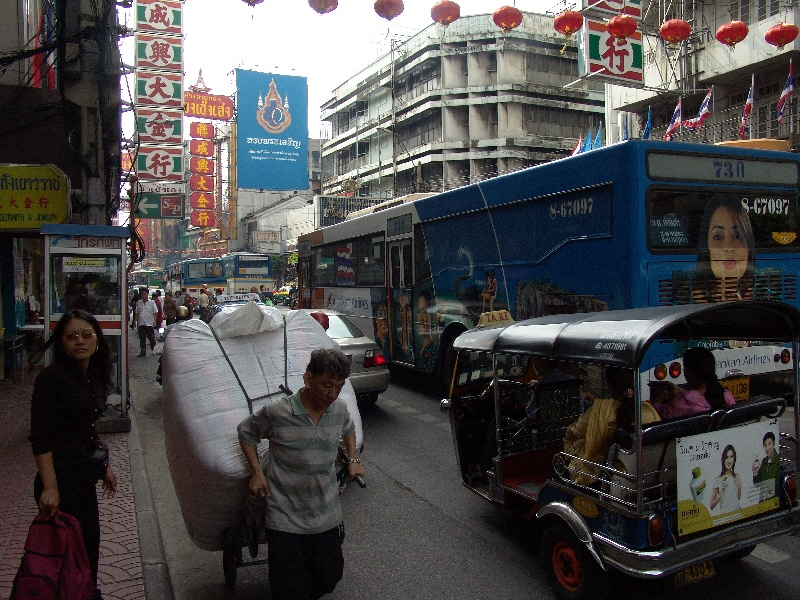
Chinatown in Bangkok

Als älteste separate chinesische Stadtviertel in der Fremde (Diaspora) gelten Shinchimachi in Nagasaki (Japan), und Yaowarat Road in Bangkok (Thailand), welches chinesische Händler vor mehr als 200 Jahren gründeten. Die Chinatown in San Francisco wurde im Jahr 1850 während des Kalifornischen Goldrausches eingerichtet und ist die am längsten durchgehend bestehende Chinatown außerhalb Asiens.
Die Einwanderung von China aus in andere Teile der Welt beschleunigte sich in den 1860er Jahren mit dem Inkrafttreten der Pekinger Konvention. Die ersten Immigranten kamen hauptsächlich aus den Küstenprovinzen von Guangdong und Fujian – wo Kantonesisch, Min (z. B. Minnan-Sprache, wie Hokkien, Teochew) und Hakka hauptsächlich gesprochen werden – im Südosten von China. Zunächst kümmerte sich die Qing-Regierung von China nicht um diese Migration sozialer Eigenbrötler, die das Land verließen. Sie wurden als gesellschaftlich unerwünscht und als Verräter an China betrachtet.
Chinesen aus Guangdong (Kantonesen) insbesondere aus der Gegend von Taishan (Taischanesen) und Guangzhou (Kanton) gründeten zuerst Chinatowns in Nordamerika (USA, Kanada), Australien und Lateinamerika (Kuba, Mexiko und Peru). Die amerikanische Soziologin Min Zhou geht soweit, die westlichen Chinatowns als eine genuin amerikanische Erfindung anzusehen. Im Gegensatz zu den klassischen Einwanderervierteln, etwa in der Betrachtung Robert Ezra Parks, seien Chinatowns keine Übergangsstationen in den amerikanischen Melting Pot geworden, sondern würden eine dauerhafte wirtschaftliche und soziologische Sonderstellung einnehmen und behalten.
Kantonesisch blieb die führende Sprache und war das Erbe vieler Chinatowns in den westlichen Staaten bis in die 1970er Jahre hinein. Als Gruppe gesehen sind die Kantonesen sprachlich und ethnisch von anderen Gruppen Chinas verschieden, im Unterschied zu Migranten, die hauptsächlich aus der Siyi- und Sanyi-Region (四邑三邑地區) kommen, also das Jiangmener Umland, wie z. B. Taishan, Heshan, Kaiping, Xinhui, wo verschiedene Variationen des Kantonesischen gesprochen werden. Infolge von Gesetzen in manchen Ländern, insbesondere in den USA, in denen die Einwanderung chinesischer Ehefrauen aufgrund der angeblichen Gelben Gefahr nicht erlaubt war, entwickelten sich die Chinatowns zu einem Ort, in dem Männer dominierten und die Männer-Frauen-Quote im Allgemeinen verzerrt war. In Lateinamerika kamen die Kantonesisch sprechenden Migranten hauptsächlich als Kulis zu Lohn und Brot. Sie wurden vorzugsweise in Peru auf den Guano-Feldern und in Kuba auf den Zuckerplantagen eingesetzt, wodurch staatlich unterstützte Chinatowns entstanden.
Die Hokkien und Teochew (beides Gruppen, die die Minnan-Untergruppe von chinesischen Dialekten sprechen) sind gemeinsam mit den Kantonesen die dominierenden Gruppen in südostasiatischen Chinatowns wie zum Beispiel in Kuala Lumpur, Malaysia. Die Hakka errichteten in Afrika, zum Beispiel auf Mauritius, in Lateinamerika und in der Karibik Chinatowns. Chinesen aus dem Norden siedelten sich in Korea in den 1940er Jahren an. In Europa waren die ersten Chinesen Seefahrer und Hafenarbeiter. Aufgrund dessen gab es die ersten Chinatowns dort in den Hafenstädten, etwa Amsterdam in den Niederlanden, Hamburg in Deutschland oder Liverpool in Großbritannien. Frankreich hat den größten Teil der ersten chinesischen Immigrantenarbeiter empfangen, hauptsächlich aus Wenzhou, eine Küstenstadt in der Sprachregion des südlichen Wu-Dialekts. Des Weiteren gibt es auch Chinatowns in indischen Städten, etwa in Kalkutta und Mumbai.
Seit Mitte der 1970er Jahre setzte in Chinatowns ein Prozess ein, der zu wesentlichen Veränderungen, zur Gentrifizierung und zur touristischen Attraktivitätssteigerung in den betroffenen Stadtvierteln führte. Immigranten aus anderen Teilen der asiatischen Region ziehen in die chinesischen Stadtviertel und führen zu einer Mischung der asiatischen Ethnien. Ereignisse wie der Vietnamkrieg verstärkten diese Tendenz. Die chinesische Mehrheitsbevölkerung wechselte zunehmend zu einer pan-asiatischen Gesamtbevölkerung, wodurch die auf Exilchinesen beschränkte Prägung teilweise verloren geht.
Gegen Ende des 20. Jahrhunderts sind die Anzahl der Gründungen von Chinatowns stark zurückgegangen. Chinatowns in Las Vegas (1990) und Seoul (2005) sind die jüngsten größeren Gründungen.

## Charakteristik
Historische Chinatowns mit großen Eingangstoren (Paifang), die an den Zufahrtsstraßen gebaut wurden, sowie Gebäude und Tempel in traditionell-chinesischer Architektur gelten als das typische Erscheinungsbild einer Chinatown.
Die meisten Chinatowns sind das Resultat einer chaotischen Bebauung – nur selten werden, wie etwa in Seoul, Bezirke geplant angelegt. Traditionell erreichen sie eine hohe Bevölkerungsdichte und sind gesellschaftlich, kulturell und teilweise wirtschaftlich von der übrigen Stadt autark. Traditionen wie das chinesische Neujahrsfest, aber auch Sprache und Religionen werden unverändert weitergeführt. In einigen Städten wurden in Chinatowns sogar zweisprachige Verkehrsschilder eingeführt. Es dominieren asiatische Restaurants, Imbisse, Geschäfte und Kleinindustrie. Der informelle Sektor ist ein wichtiger Wirtschaftszweig.
Die sozialen Bedingungen sind in den einzelnen Städten, Regionen und Kontinenten grundverschieden. Heutzutage bewirkt eine zunehmende Assimilation, dass viele Viertel ihre einheitlich chinesische Charakteristik und Bevölkerung verlieren und sich eine allmähliche Gentrifizierung vollzieht. Einige Chinatowns haben sich zu modernen Vierteln mit vollständig ausgebauter Infrastruktur und starker Wirtschaft entwickelt. Zugleich gibt es viele ärmliche Chinatowns, die unter verheerenden Missständen leiden. Der Tourismus hat vielerorts die Lebensqualität in den Vierteln erheblich verbessert. Allerdings führt er auch zur Verfälschung und künstlichen Übersteigerung der asiatischen Akzente.

Chinatown – Verschiedene Diaspora
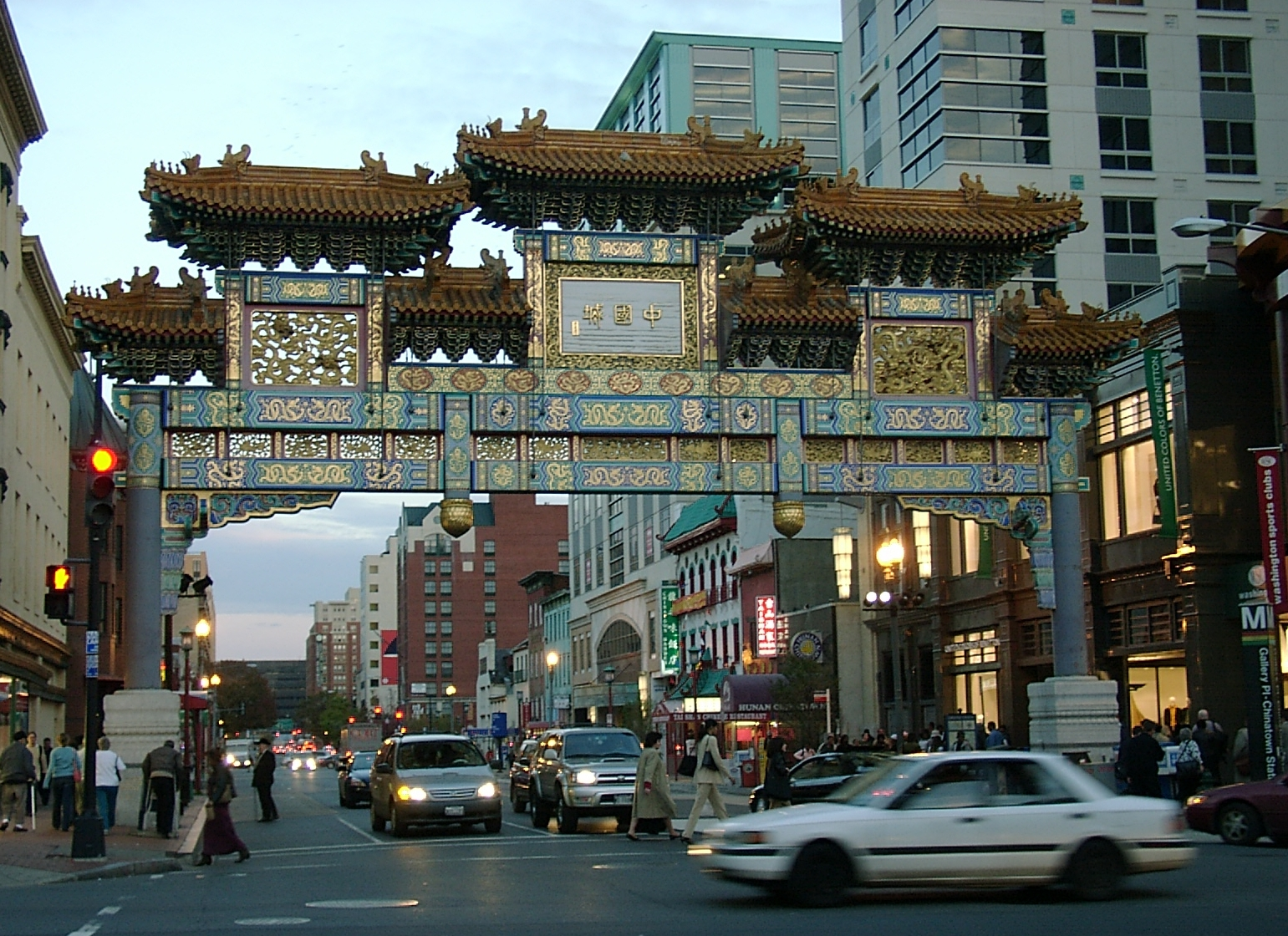
Washington, D.C.
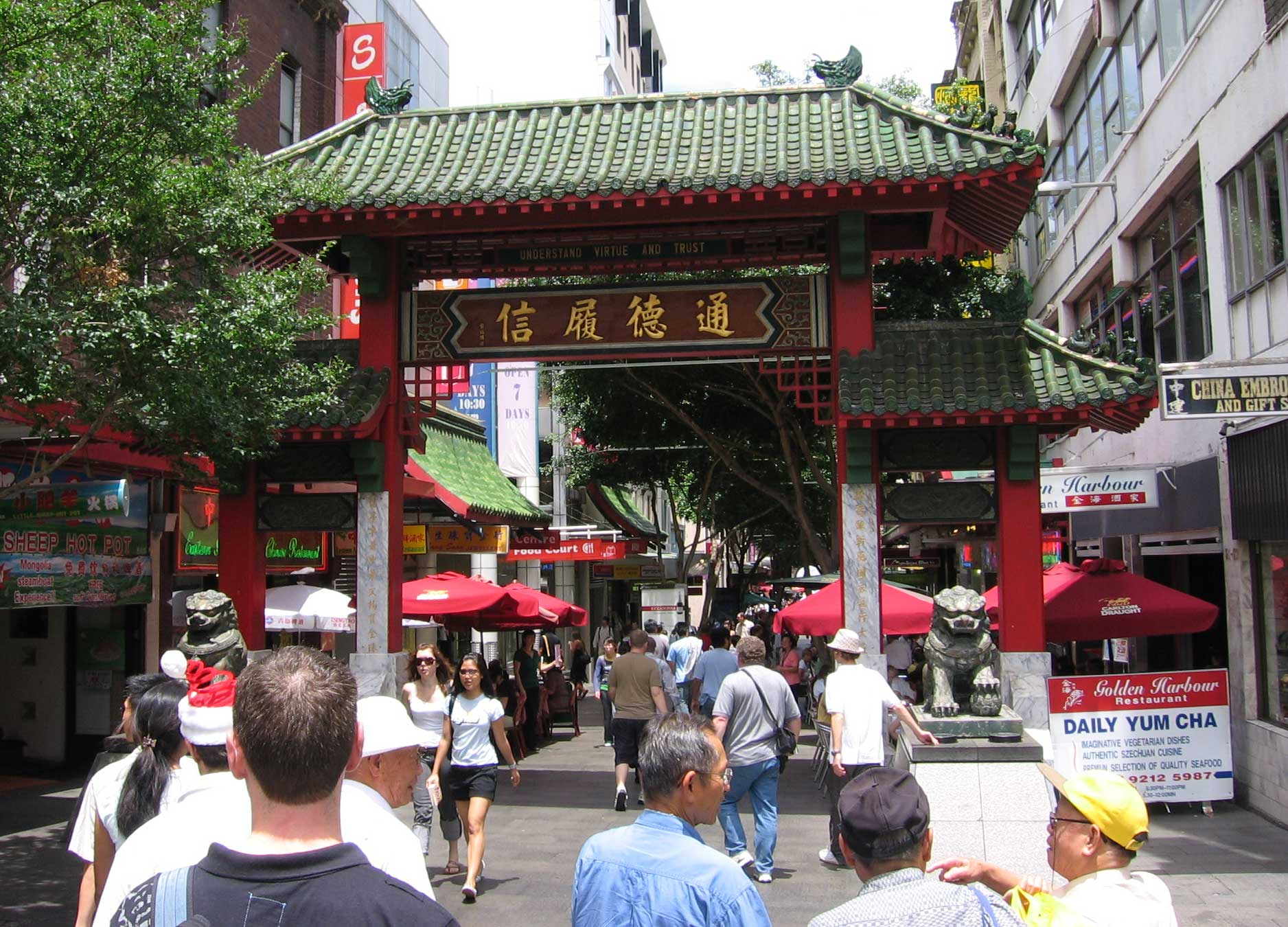
Sydney
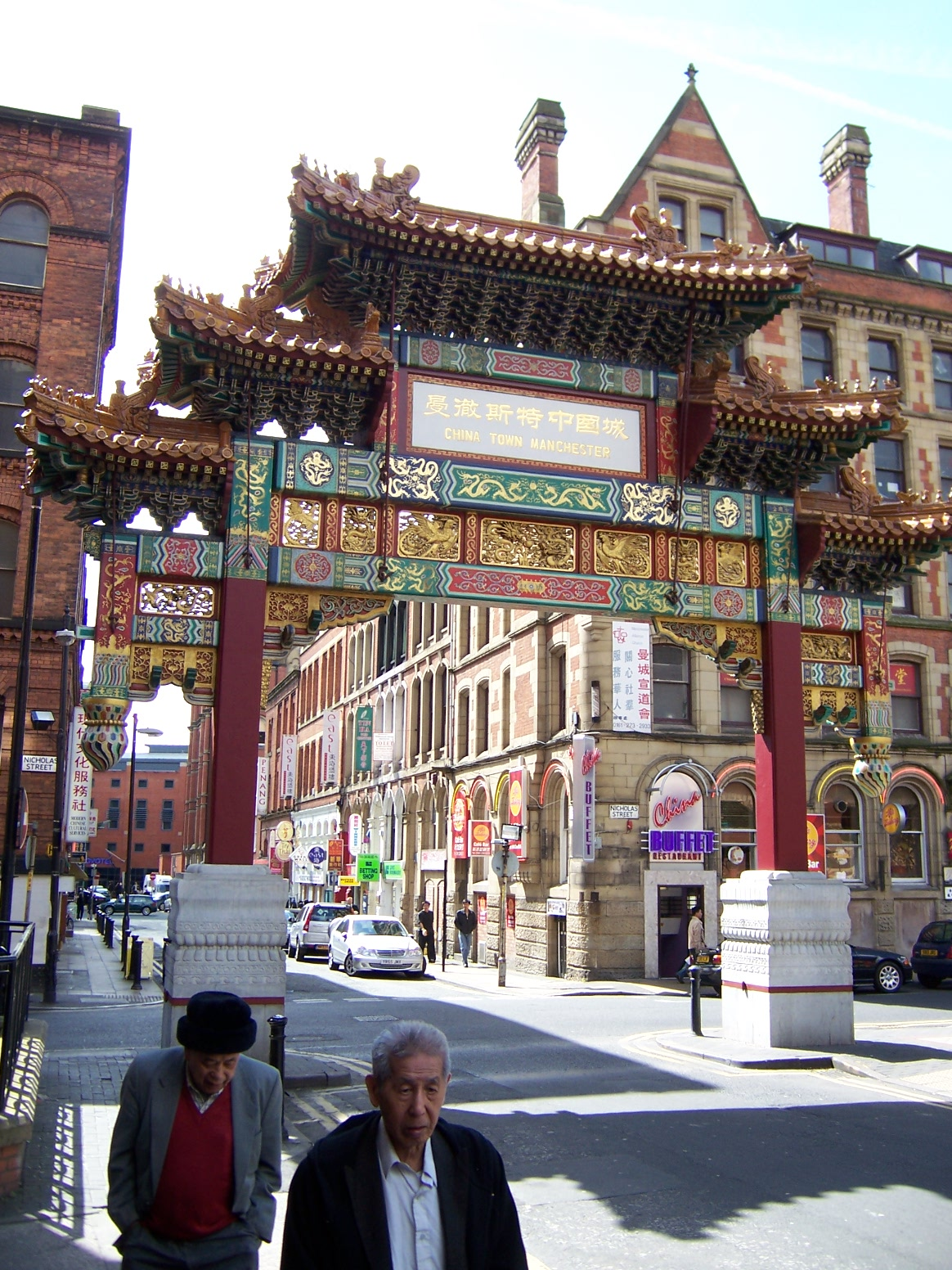
Manchester
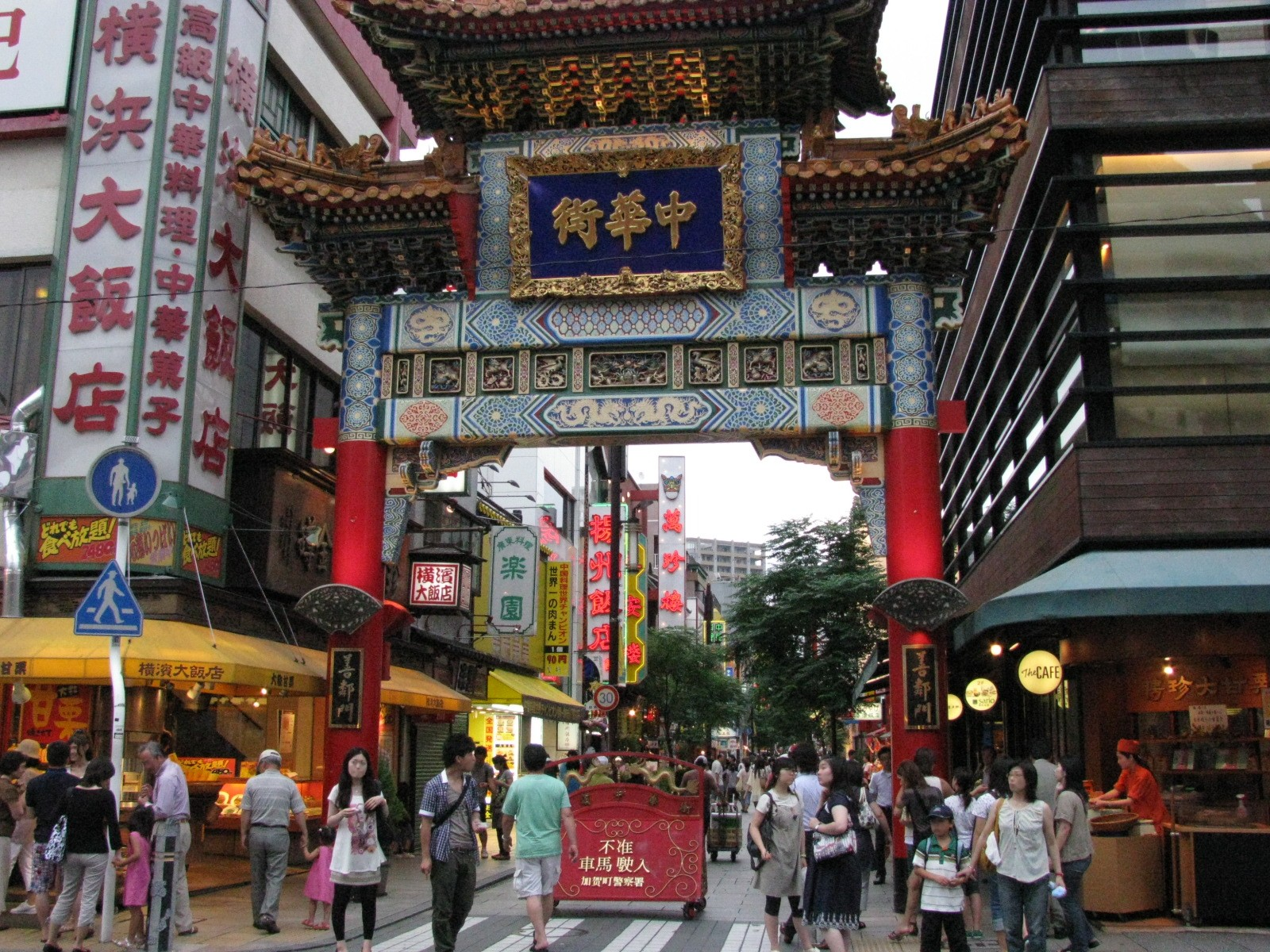
Yokohama
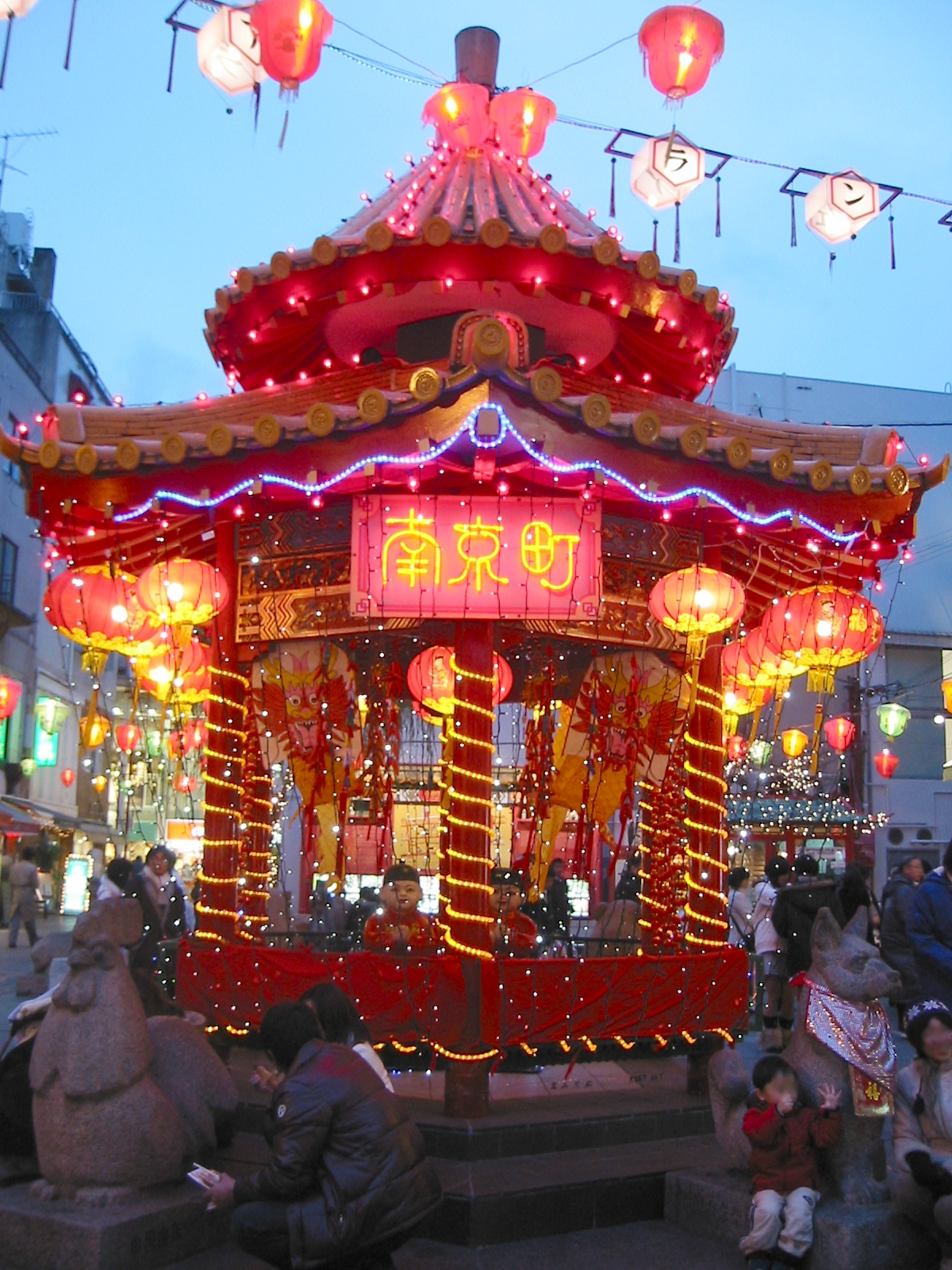
Kōbe
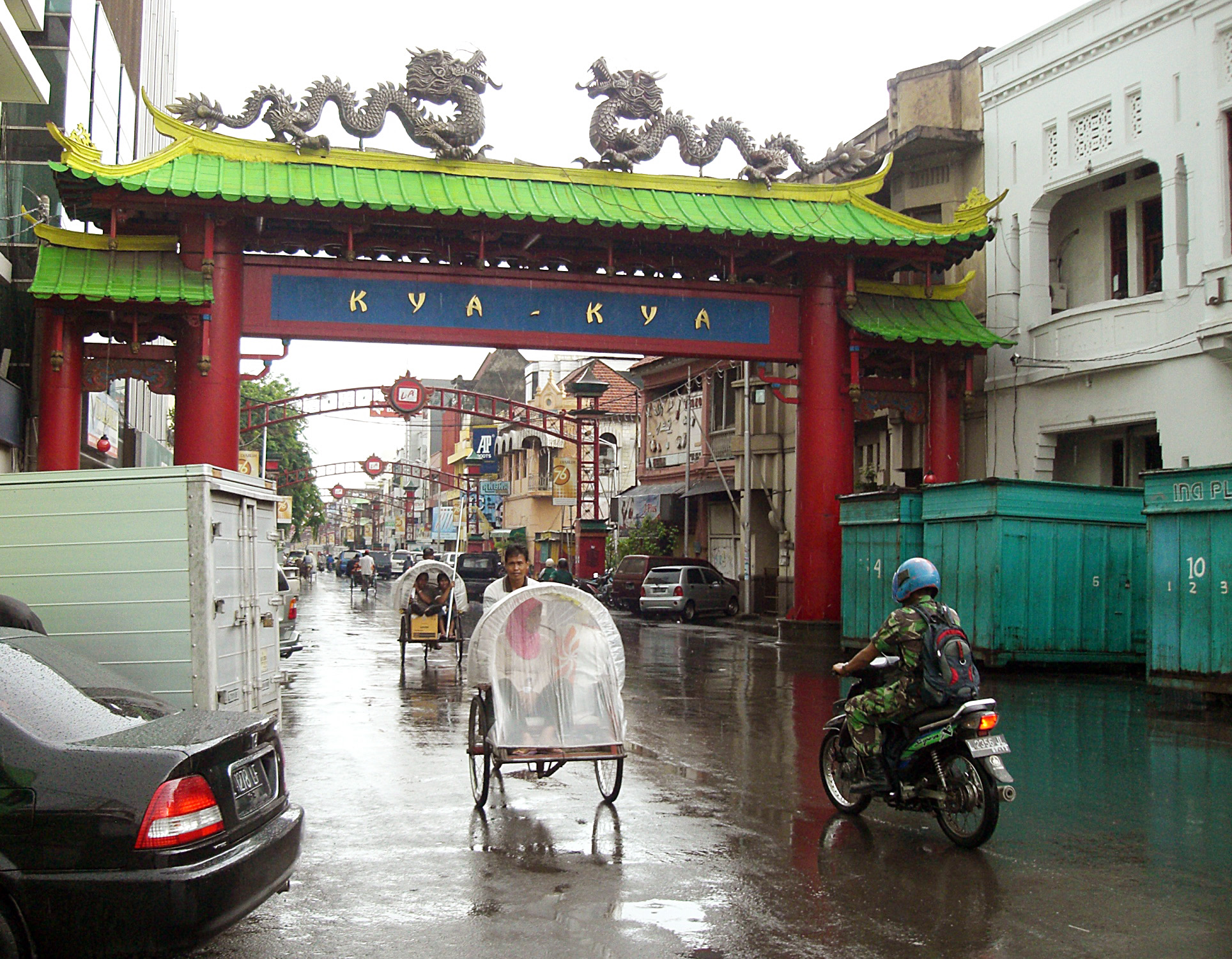
Surabaya

## Chinatowns weltweit

### Europa

#### Belgien
In Belgien existieren derzeit in Brüssel und in der Hafenstadt Antwerpen drei Chinatowns. Die Brüsseler Chinatown siedelte sich zwischen der Börse und der Place Sainte-Catherine an.

#### Deutschland
In Deutschland gibt es im Westteil Berlins vor allem rund um die Charlottenburger Kantstraße eine erhöhte Konzentration chinesischer Betriebe und Bewohner.
In Hamburg gab es bis zur Räumung und Deportation durch die Nationalsozialisten im Mai 1944 das kleine Hamburger Chinesenviertel in St. Pauli. Der Wiederaufbau einer lokalen Chinatown ist geplant. Hamburg unterhält enge Beziehungen zur Volksrepublik China – so wird hier alle zwei Jahre der bedeutende deutsch-chinesische Wirtschaftsgipfel „Hamburg Summit“ abgehalten. Zudem ist Shanghai Partnerstadt Hamburgs. Das chinesische Generalkonsulat befindet sich an der Elbchaussee 268 in Hamburg-Othmarschen.
Siehe auch:
Chinesen in Deutschland

#### Frankreich
Paris rühmt sich „der größten Chinatown“ (le plus grand quartier chinois) in Europa. Gelegen im 13. Arrondissement, besteht das Quartier asiatique aus chinesischen, vietnamesischen und laotischen Kaufleuten und Einwohnern. Der Bereich verläuft zwischen der Avenue d’Ivry und der Avenue de Choisy, östlich der Rue de Tolbiac. Von den Bewohnern von Paris wird dieses Gebiet oft als Chinatown bezeichnet, obwohl die Bewohner eigentlich zum größten Teil aus den ehemaligen französischen Kolonien Südostasiens (Französisch-Indochina) stammen. Neben der großen Chinatown im 13. Arrondissement existieren zwei kleinere asiatische Viertel:
- Im dritten Arrondissement, rund um die Rue des Gravilliers, gibt es sehr viele asiatische Großhändler (Stoffe, Taschen, Kleider, Schmuck), weshalb dieses Viertel auch Sentier chinois, bezeichnet wird (benannt nach dem Zentrum der Pariser Bekleidungsindustrie Sentier im zweiten Arrondissement). Es ist die älteste Chinatown von Paris.
- Im Stadtteil Belleville im 19. Arrondissement, welcher durch viele verschiedene Kulturen geprägt wird, befindet sich ein weiteres chinesisches Viertel.

#### Italien
Italien hat eine schnell wachsende chinesische Minderheit. Das Land hatte bereits seit dem Zweiten Weltkrieg eine kleine chinesische Minderheit gehabt, doch der Großteil der gegenwärtigen chinesischen Bevölkerung kam erst seit den 1980er Jahren ins Land. Geschätzte 60.000 bis 100.000 Chinesen lebten 2005 in Italien.
Rom hat einige kleine Chinatown-Bezirke; die am schnellsten wachsende römische Chinatown befindet sich im Stadtteil Esquilino.
Die Chinatown von Mailand liegt rund um die Via Paolo Sarpi.
Die Chinatown der Stadt Prato ist die größte von ganz Italien. Viele Einwanderer der ersten Generation arbeiten in der Bekleidungsindustrie. Die italienische Bezeichnung für Chinatown ist quartiere cinese, häufig wird auch die englische Bezeichnung Chinatown verwendet.
In Triest ist nördlich des Canale Grande ein kleines Chinatown entstanden.

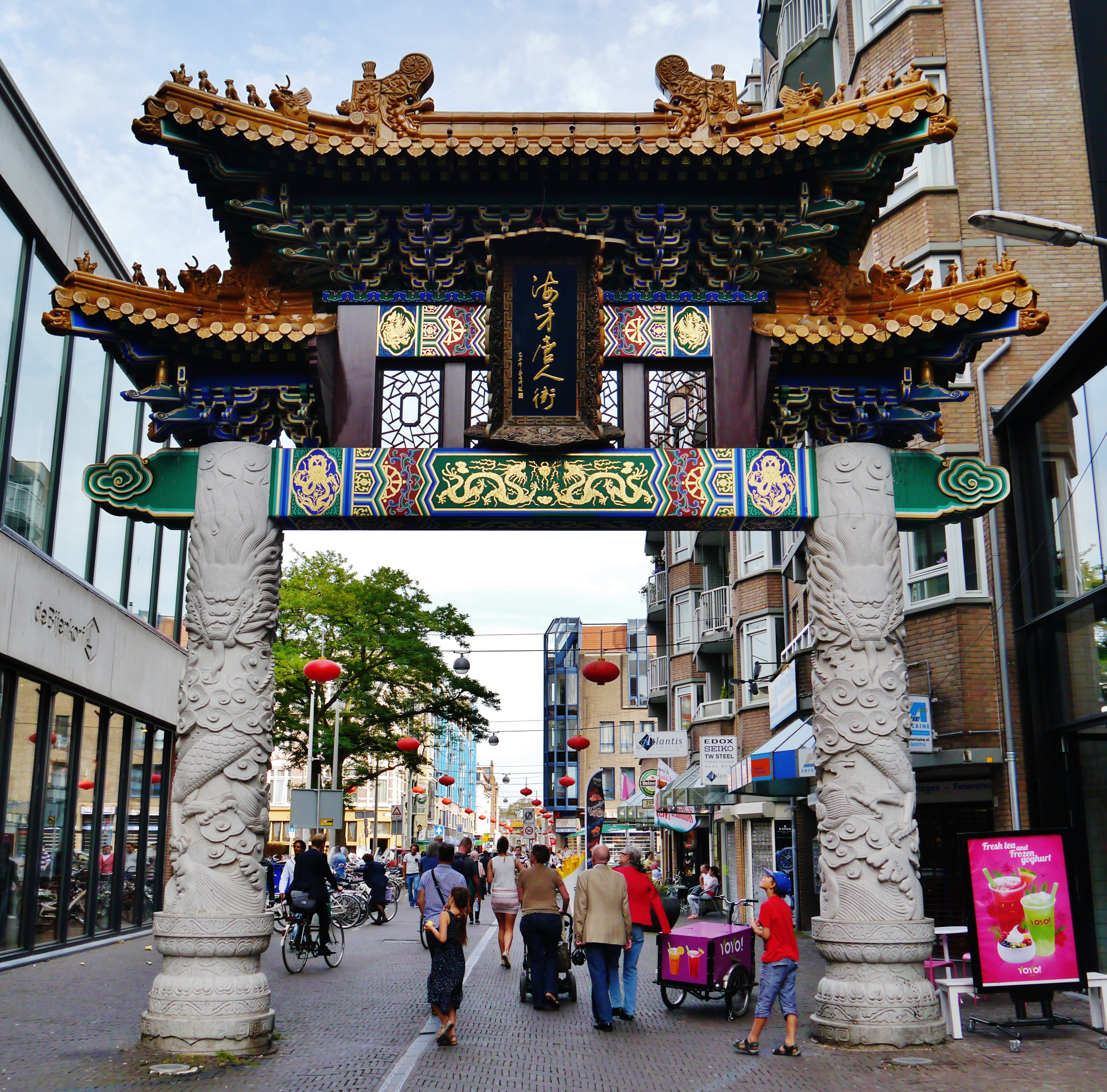
Eingangstor der Chinatown in Den Haag

#### Niederlande
Chinatown in Amsterdam ist das älteste chinesische Viertel auf dem europäischen Festland. 2010 feierte das Stadtviertel sein 100-jähriges Bestehen.
Auch in Den Haag existiert ein Chinatown. Dort stand das frühere jüdische Viertel nach dem Zweiten Weltkrieg weitgehend leer und war heruntergekommen. In den siebziger Jahren des zwanzigsten Jahrhunderts beschloss die Gemeinde, das Viertel zu renovieren, von da an siedelten sich dort immer mehr Chinesen an.

#### Österreich
In Wien gibt es ein chinesisches Grätzl (kleines Chinatown) entlang des Naschmarkts, zwischen Karlsplatz und Kettenbrückengasse. Dort konzentriert sich ein Großteil asiatischer Läden und Geschäfte. Über die ganze Stadt verteilt findet man rund 300 China-Restaurants mit mehr oder weniger authentischer Küche.

#### Serbien
Die größte Chinatown liegt im neueren Teil von Belgrad. In Novi Pazar sind auch viele chinesische Händler zu finden. Serbische Chinatowns haben keinen speziellen Namen; die normale Bezeichnung ist kinezi.

#### Ungarn
1994 entstand auf dem circa 26 Hektar großen Gelände der MÁV, der ungarischen Eisenbahngesellschaft, die immer noch der Eigentümer ist, der größte Asien-Markt in Budapest. Anfang der 1990er ließen sich hier in der Józsefváros (Josefstadt) Tausende Chinesen nieder, die nach 1988 ins Land strömten. In dieser Zeit wurde bei einer routinemäßigen konsularischen Konferenz von ungarischer Seite der Vorschlag geäußert, die Visumspflicht zwischen den Ländern abzuschaffen, da es sich ja um zwei „Freundesstaaten“ handele, zwischen denen kaum touristische und offizielle Delegationskontakte bestünden.

#### Vereinigtes Königreich
Die Londoner Chinatown liegt im Stadtviertel Soho. Zudem hat Manchester eine bedeutende Chinatown. Newcastle upon Tyne, Birmingham und Liverpool haben ebenfalls Chinatowns.

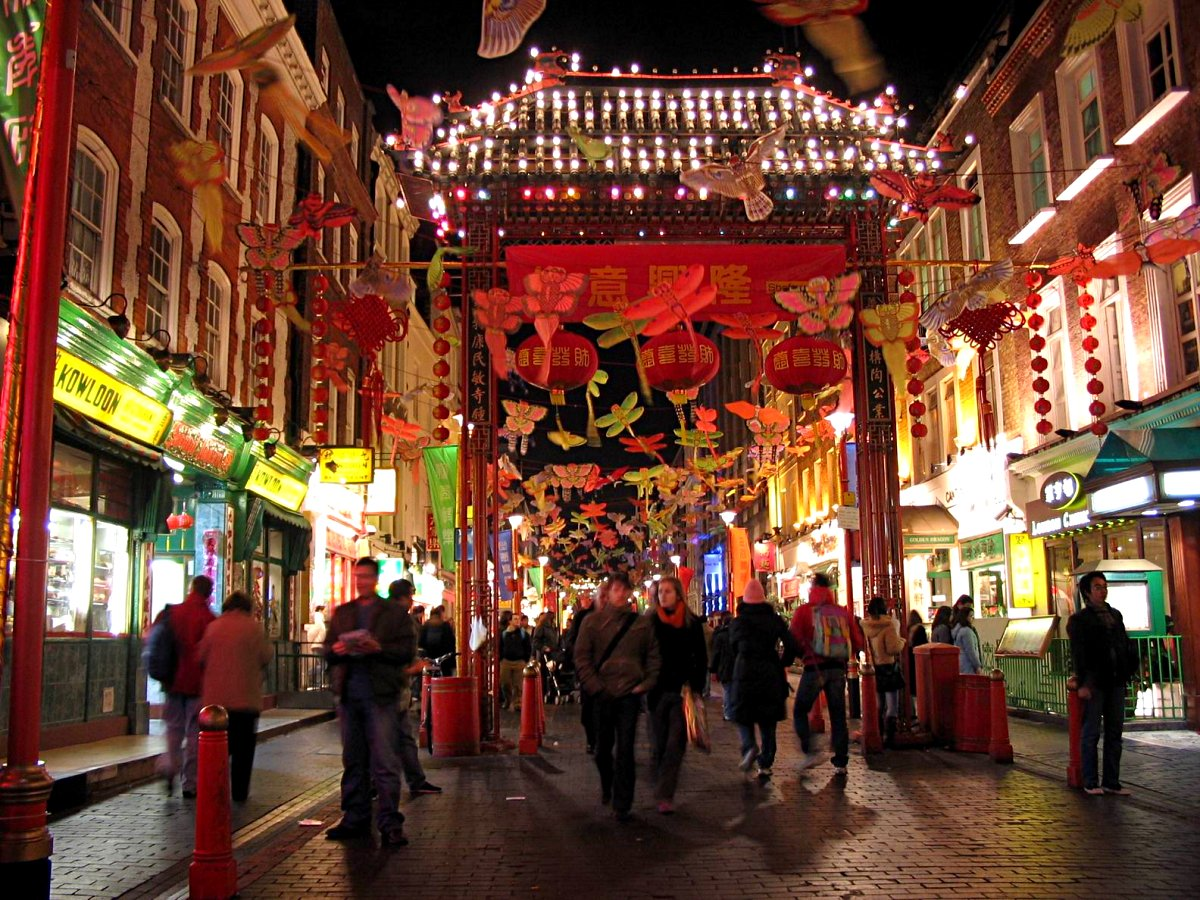
Londons Chinatown, festlich dekoriert für das chinesische Neujahrsfest

### Asien

#### Japan
Die älteste Chinatown ist die von Nagasaki, die auf das 17. Jahrhundert zurückgeht. Die anderen Chinatowns, v. a. in Yokohama und Kōbe, entstanden nach der Hafenöffnung Japans, als sich Ausländer nur in bestimmten zugewiesenen Gegenden der Vertragshäfen niederlassen durften.

#### Singapur
Im multiethnischen Stadtstaat Singapur befindet sich ebenfalls eine Chinatown.

#### Thailand

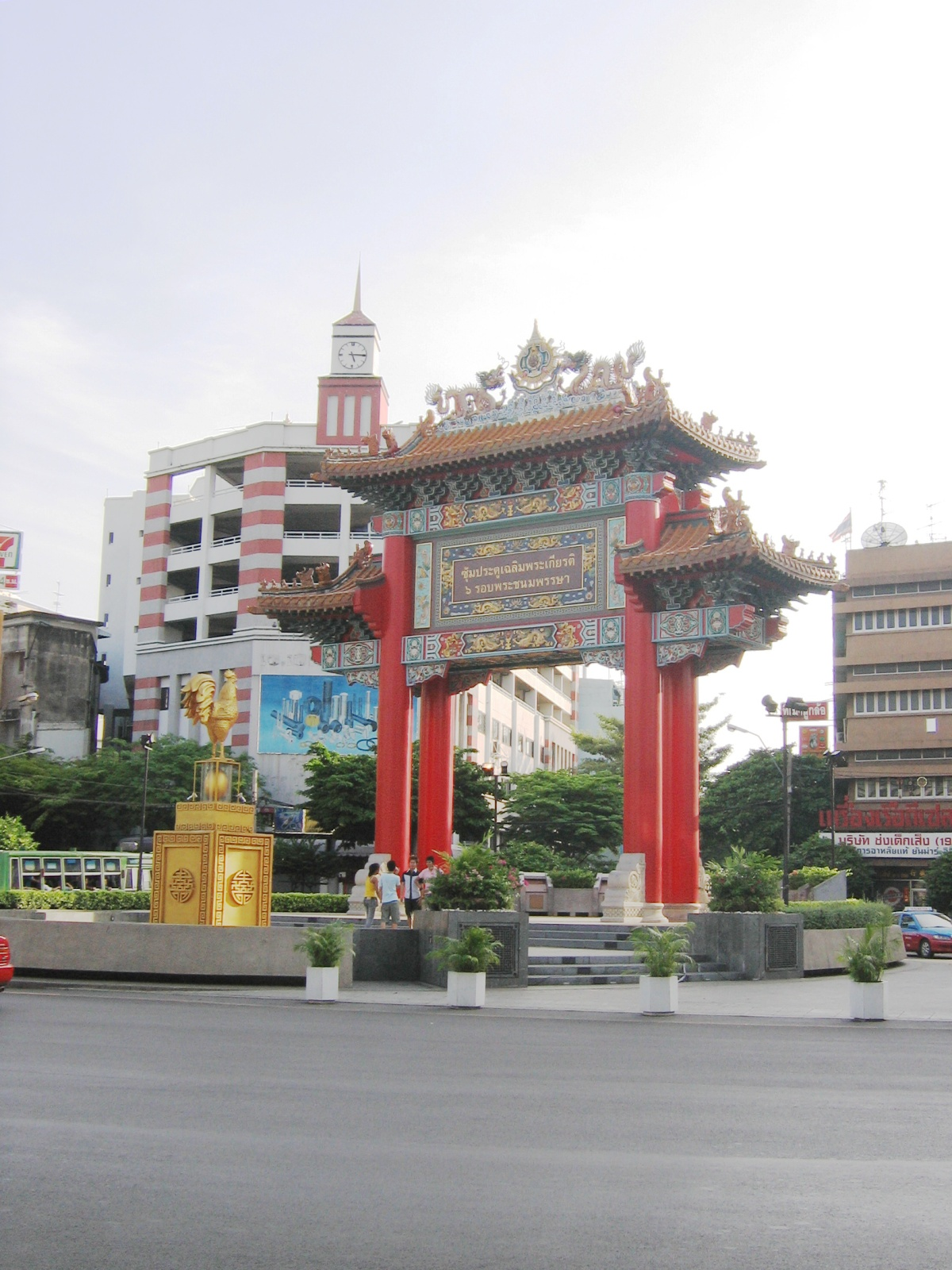
Chinatown Bangkok

Die bekannteste Chinatown Thailands ist jene in der Hauptstadt Bangkok. Der Stadtteil Samphanthawong bildet entlang der Yaowarat Road, der New Road (Thanon Charoen Krung) und auch dem Sampheng Lane (heute: Soi Wanit 1) eine große Ansammlung an Geschäften, vor allem für Gold und Schmuck sowie Fisch-Restaurants am Abend. Der Anteil von Chinesen abstammender Menschen an der Gesamtbevölkerung Thailands beträgt etwa 10–15 %. Die Provinz mit dem größten Anteil Chinesen ist angeblich Chanthaburi, etwa 180 Kilometer östlich von Bangkok.

### Australien und Ozeanien

#### Australien
Bekannte Chinatowns gibt es in Sydney, Melbourne und Broome. Aber auch in Darwin, Adelaide und anderen größeren Städten befinden sich kleine Chinatowns.

#### Nauru
Der Inselstaat Nauru hat eine Chinatown beim Aiue Boulevard in Aiwo.

#### Salomonen
Die Chinatown von Honiara wurde 2006 und 2021 von antichinesischen Ausschreitungen heimgesucht.

### Mittel- und Südamerika

#### Peru
Peru hat einen überdurchschnittlich hohen Bevölkerungsanteil chinesischen Ursprungs, etwa 300.000 Abstämmige, zumeist aus Guangdong. Die meisten davon leben in der Hauptstadt Lima. Die Chinatown in Lima wird als Barrio Chino bezeichnet und liegt im Osten des historischen Stadtzentrums im Stadtteil Barrios Altos. Das Wahrzeichen dieses Viertels ist der chinesische Torbogen, an den sich eine Fußgängerzone mit chinesischen Läden und Restaurants anschließt.
Eine spezielle Entwicklung durchlief die chinesische Küche in Peru, die im Gegensatz zu den weltweit gewohnten typisch chinesischen Mahlzeiten eine starke Durchmischung mit der bestehenden peruanischen Küche erfuhr und verschiedene neue Gerichte hervorbrachte. Diese Küche ist unter dem Namen Chifa bekannt und bildet heute einen festen Bestandteil der peruanischen Gastronomie. Besuchern von Lima wird empfohlen, ein entsprechendes Chifa-Restaurant aufzusuchen.

#### Kuba
Das Barrio Chino von Havanna liegt zentral in der Nähe des Kapitols um die Calle Dragones. Obwohl es noch durch einen Torbogen und einige chinesische Restaurants charakterisiert wird, ist es längst kein besonders chinesisch geprägtes Wohnviertel mehr.
Siehe auch:
- Chinesische Kubaner

### Nordamerika

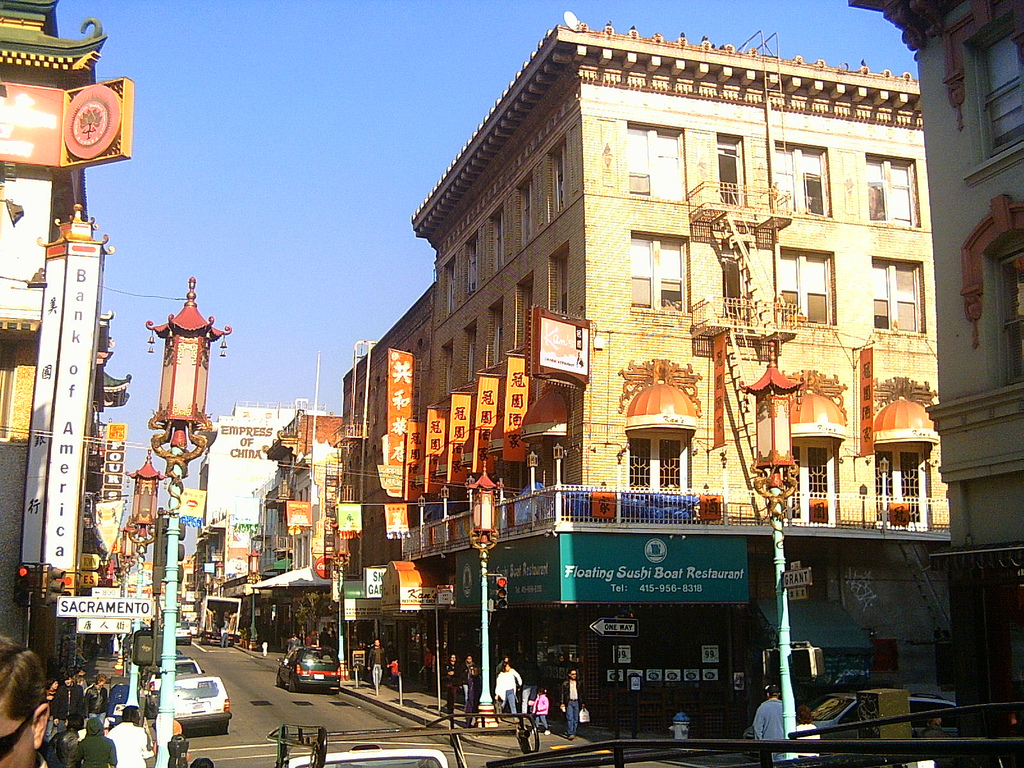
Die Chinatown in San Francisco (Kalifornien)

In den reichen Ländern Nordamerikas hat die Mehrheit der Chinesen ein hohes Maß an gesellschaftlicher Integration und in der Regel auch den Aufstieg in die Mittelschicht erreicht. Die Chinatowns, die stets in den Zentren großer Städte liegen, haben durch Raummangel und durch den Anstieg der Immobilienpreise ihre Attraktivität als Wohngebiete verloren; bereits seit den 1950er Jahren lassen chinesische Familien sich lieber in den Vorstädten nieder. Mit ihrer Infrastruktur aus Geschäften, Restaurants, Kultureinrichtungen und Kirchen bilden die Chinatowns jedoch bis auf den heutigen Tag Zentren des gesellschaftlichen Lebens der nordamerikanischen Chinesen.

#### Kanada
In Kanada bilden die Chinesen die größte sichtbare ethnische Minderheit. Bedeutende Chinatowns bestehen unter anderem in Vancouver, Toronto und in Montréal.
Siehe auch:
- Chinatown (Vancouver)
- Chinatown (Montreal)

#### Vereinigte Staaten

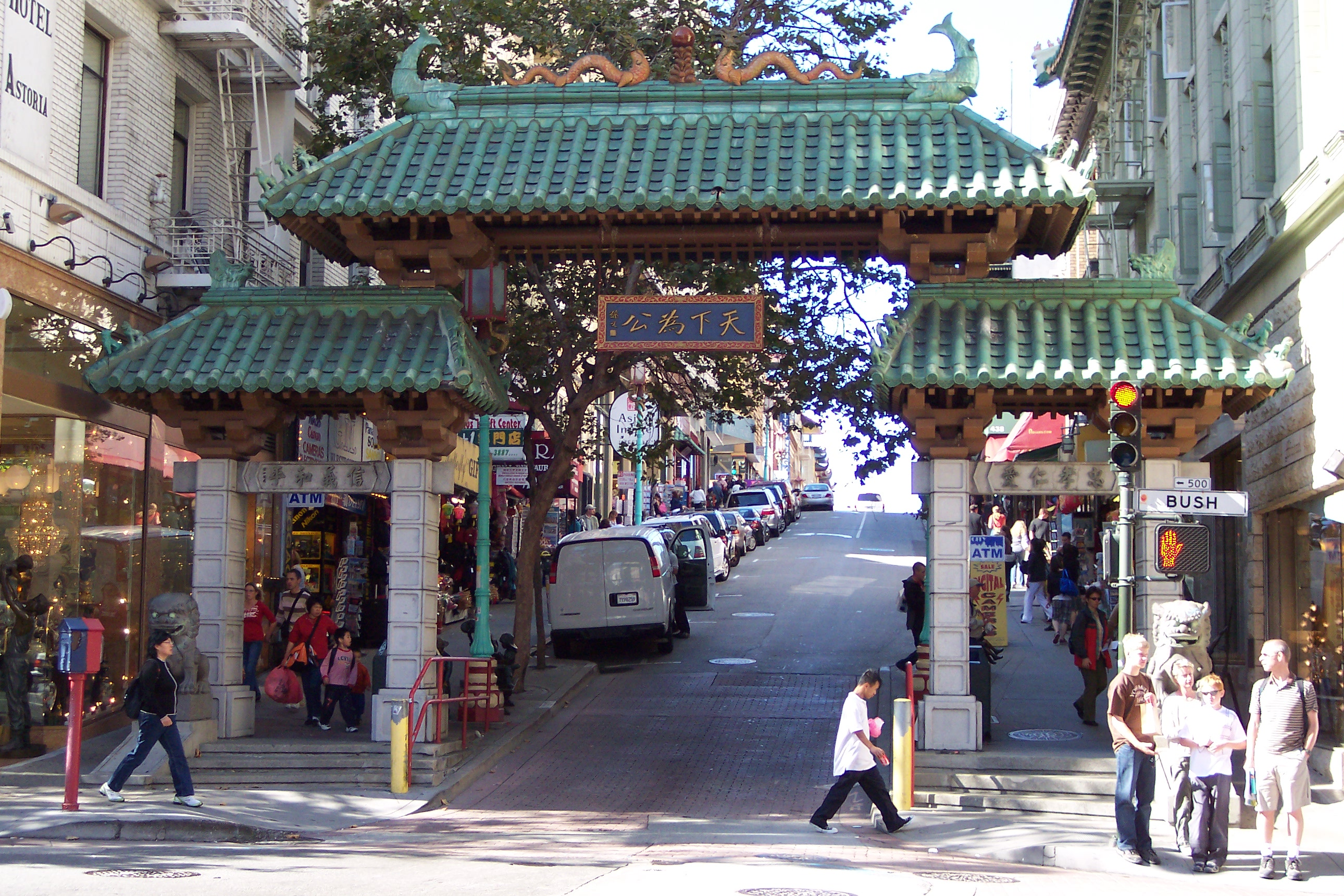
Tor vor der Chinatown in San Francisco

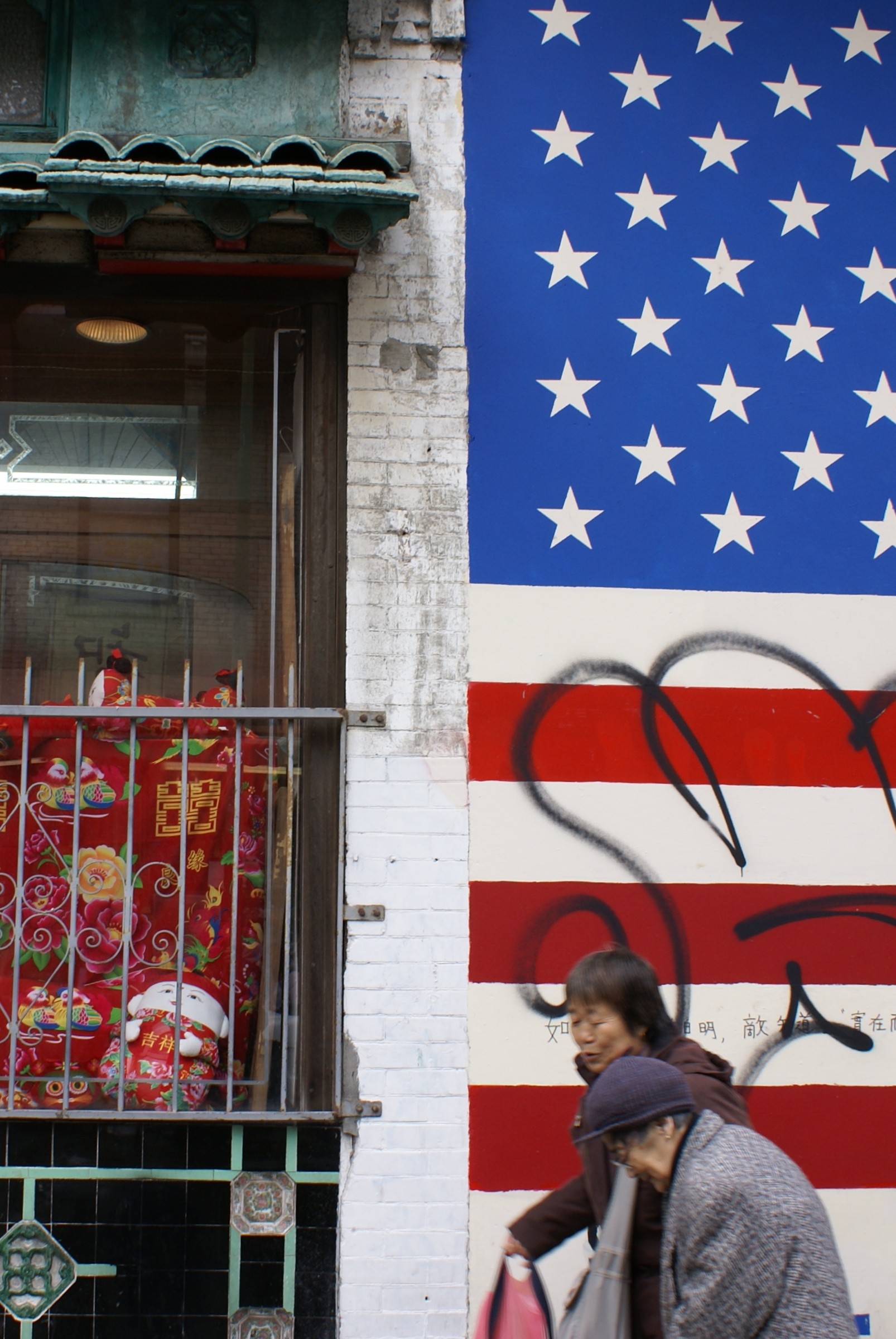
Chinatown, San Francisco

Die erste große chinesisch-amerikanische Einwanderungswelle fand in der Zeit des kalifornischen Goldrausches (seit 1848) statt. In der Hafenstadt San Francisco, wo die Mehrzahl der chinesischen Migranten einreiste, entstand in dieser Zeit die erste Chinatown auf nordamerikanischem Boden. Als sojourners (deutsch: ‚Gastarbeiter‘) kamen sie fast immer ohne ihre Frauen und Kinder, die sie durch Geldüberweisungen von Amerika aus unterstützten. Von Anfang an waren die Chinesen einer erheblichen Fremdenfeindlichkeit ausgesetzt, die während der Wirtschaftsflaute der 1870er Jahre zu Massenvertreibungen führte und 1882 in der Verabschiedung des Chinese Exclusion Act gipfelte, der die Zuwanderung von Chinesen für mehr als 60 Jahre gänzlich unterband. Diese Entwicklung fiel mit einer Verdrängung chinesischer Arbeitskräfte aus vielen Wirtschaftsbereichen (Landwirtschaft, Fischerei, Leichtindustrie) und ihrer räumlichen Segregation zusammen: nachdem die chinesischen Migranten bis dahin über den ganzen amerikanischen Westen verstreut gelebt und gearbeitet hatten, zogen sie sich – oftmals unter gesetzlichem Zwang – in die Chinatowns zurück. Auf der Suche nach Erwerbsmöglichkeiten gingen viele in die großen Städte im Osten der USA, wo inzwischen ebenfalls Chinatowns entstanden waren. Die Segregation endete erst in der zweiten Hälfte des 20. Jahrhunderts, nachdem die Einwanderungsgesetze von 1943 bis 1965 nach und nach liberalisiert wurden, größere Zahlen von chinesischen Frauen einreisen konnten und chinesische Migranten erstmals die Möglichkeit erhielten, die amerikanische Staatsbürgerschaft zu erwerben. Die Chinatown von New York City mit ihren rund 666.000 Einwohnern ist heute die größte chinesische Siedlung außerhalb Asiens. Gleichzeitig entstand eine breite chinesisch-amerikanische Mittelschicht mit hohem Bildungsniveau und ebenso hoher gesellschaftlicher und kultureller Assimilation. Die Mehrzahl der chinesischen Amerikaner lebt heute in Wohngebieten, wie sie auch von der nicht-asiatischen Mittelschicht bevorzugt werden, etwa in den Vororten großer Städte. Die Chinatowns mit ihren bedrängten und unmodernen Wohnverhältnissen bieten heute nur noch einer kleinen Minderheit von Chinesen Unterkunft, die oftmals kein Englisch sprechen – darunter viele arme Alte. Darüber hinaus dienen die Chinatowns – mit ihrer Infrastruktur aus Geschäften, Restaurants, Kirchen, Theatern, Kinos usw. – der chinesisch-amerikanischen Gemeinschaft als wirtschaftliches, kulturelles und soziales Zentrum, das auch solche Chinesen regelmäßig aufsuchen, die in den Vorstädten leben. Eine Rolle spielen die Chinatowns von jeher auch als Touristenattraktionen.
Chinatowns sind in den USA unter anderem in Honolulu, San Francisco, Oakland, Los Angeles, Stockton, Portland, Seattle, Houston, Chicago, Philadelphia, New York City, Boston, Baltimore, Washington, D. C., zu finden. Einige Chinatowns in den USA wurden in den letzten hundert Jahren aufgegeben, wie die Chinesenviertel in Sacramento, San Diego, St. Louis, Cleveland, Pittsburgh oder Oklahoma City.
Siehe auch:
- Geschichte der Chinesen in den Vereinigten Staaten
- Geschichte der Chinesen in Hawaii
- Chinatown (Honolulu)
- Chinatown (San Francisco)
- Chinatown (Los Angeles)
- Chinatown (Boston)

#### Mexiko
Barrio Chino ist ein Stadtviertel in der Downtown von Mexiko-Stadt, in der Nähe des Palacio de Bellas Artes.

### Afrika

#### Marokko
Die am schnellsten wachsende Chinatown des arabischsprachigen Nordafrika ist das Quartier chinois im Derb-Oma-Bezirk von Casablanca. Viele Bewohner dieser Chinatown arbeiten im Textilgroßhandel.

#### Südafrika
Johannesburg hat ein altes Chinatown auf der Commissioner Street. Im Vorort von Cyrildene auf der Derrick Avenue kann ein neueres Chinatown gefunden werden.